# Simon Singh
Simon Lehna Singh (ur. 19 września 1964 w Wellington) – brytyjski fizyk pochodzenia indyjskiego, popularyzator nauki, autor książek popularnonaukowych i filmów dokumentalnych o nauce.